# Ricercare
« Ricercar » redirige ici. Pour les autres significations, voir Ricercar (homonymie).

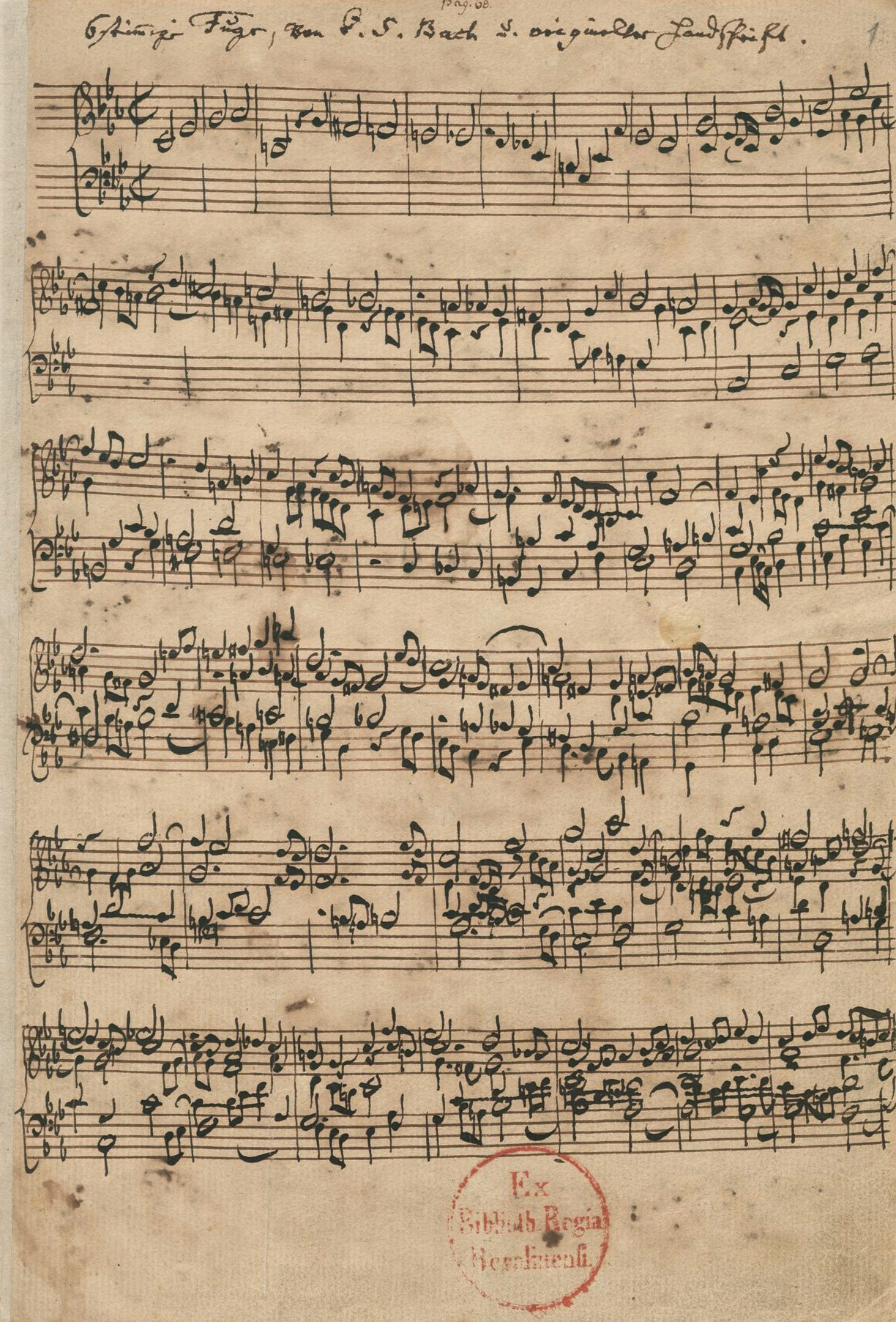
Ricercare

Le ricercare ou ricercar est une ancienne forme musicale instrumentale, typique de la Renaissance et du haut baroque. Le mot est d'origine italienne. L'équivalent français est recherche utilisé par exemple par l'organiste Jehan Titelouze.

## Procédé
Elle est basée sur le procédé de l'imitation. C'est une forme contrapuntique plus ancienne et moins élaborée que la fugue, laquelle exploite un thème générateur de façon systématique, alors que le ricercare enchaîne des épisodes différents qui peuvent être sans lien thématique.

## Histoire
Au XVIe siècle, le ricercare peut être écrit pour quatre parties séparées, sans mention d'une quelconque instrumentation, ou être déjà réduit en tablature de clavier ou de luth. C'est une forme classique de la musique pour orgue dans la première moitié du XVIIe siècle (par exemple chez Jehan Titelouze, Girolamo Frescobaldi ou Jan Pieterszoon Sweelinck).
À l'époque de Jean-Sébastien Bach, on utilise encore le mot ricercare pour désigner des pièces instrumentales savantes. Chez Bach par exemple, on connaît les Ricercare à 3 voix et Ricercare à 6 voix de son Offrande musicale.
Le mot « ricercare », signifiant « rechercher » en italien, se retrouve, en acrostiche, orthographié « RICERCAR », sur la page de garde du manuscrit autographe de l’Offrande musicale de Jean-Sébastien Bach (1747) : « Regis Iussu Cantio Et Reliqua Canonica Arte Resoluta » (« À la Demande du Roi, le Chant et le Reste Résolus selon l'Art Canonique »).

## Ricercare pour orgue
- L'Offrande musicale de Jean-Sébastien Bach ;
- Fantaisie et Ricercare sur le Veni Creator de Hans Ludwig Schilling ;
- Improvisations - Prélude, ricercare et Noël varié, Grand messe de Pierre Pincemaille.
- Ricercar sur le Psaume 86 de Gérard Hilpipre (2022)